# Recherchefjorden

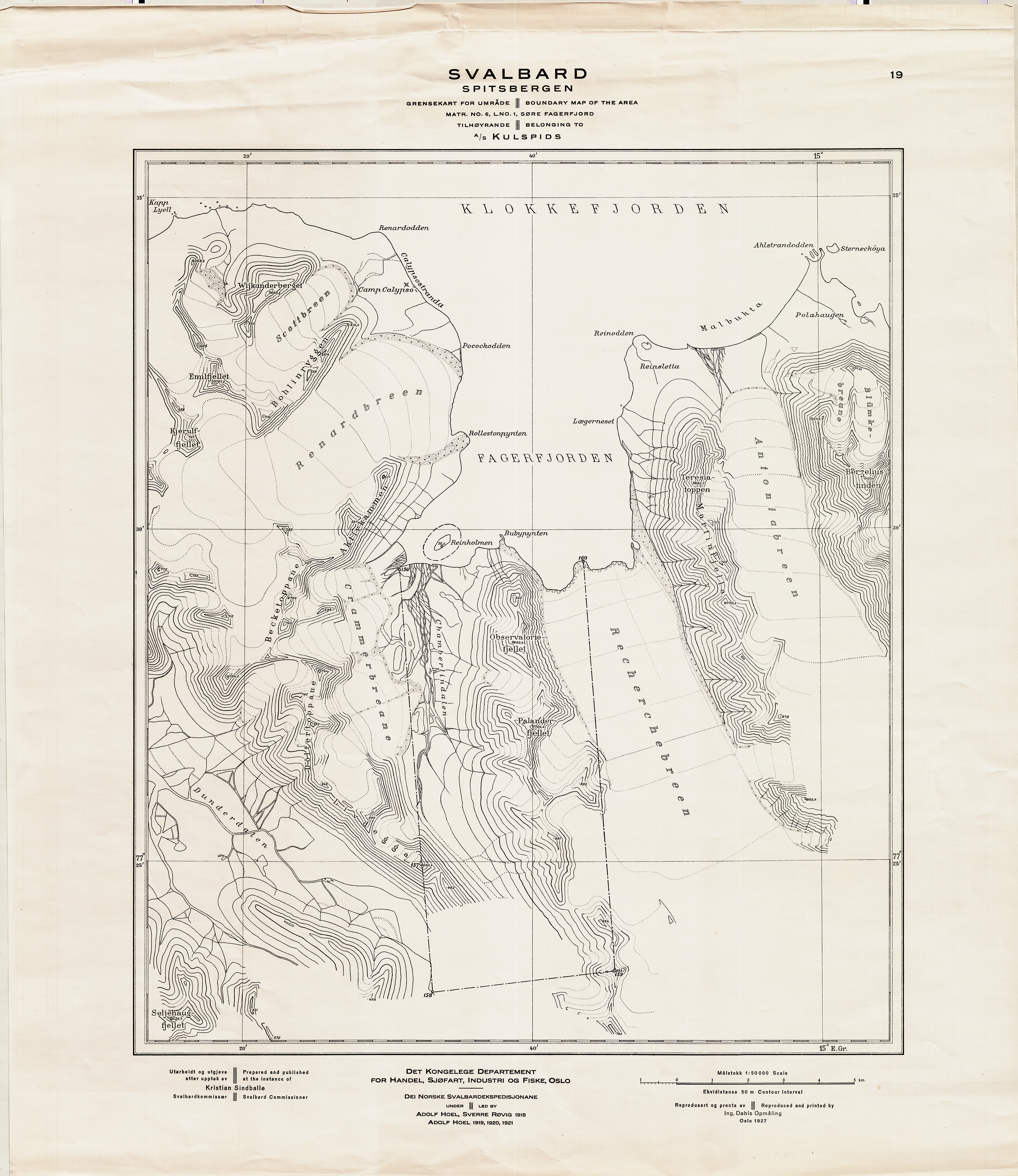
Karta över Recherchefjorden (här kallad Fagerfjorden) på Svalbard från 1927.

Recherchefjorden är en fjord på södra sidan av Bellsund på Spetsbergen i Svalbard. Fjorden är cirka 8 kilometer lång och 5 kilometer bred.

## Historia
På 1600- och 1700-talen var Recherchefjorden en samlingsplats för valfångstfartyg. På västra sidan av fjorden finns resterna av en valfångststation och en gravplats. På östra sidan fjorden finns en stor valfångststation från 1600-talet. Den grundades av nederländare 1612, men togs över av engelska valfångare och användes fram till omkring 1640. Platsen, som av engelsmännen kallades Edges Point har husgrunder, tegelugnsgrunder, utkiksplatser och gravfält och anses vara så viktig att bevara att ett förbud mot trafik på platsen infördes 2010.
Längst in i fjorden finns Tomtodden. Den ryska Čičagov-expeditionen (1764–1766) hade sin övervintringsbas på Tomtodden och där finns bostäder, bastu och förrådshus bevarade samt fundament av två rysk-ortodoxa kors. Fynd från expeditionsbasen finns bevarade på Svalbard museum i Longyearbyen.

## Namnet

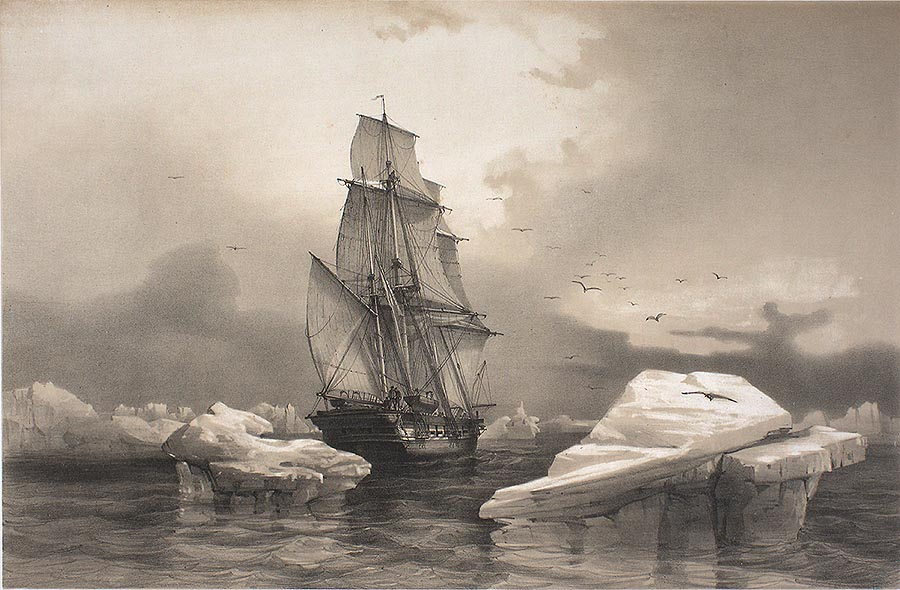
Korvetten La Recherche. Målning av Auguste Mayer från 1838.

Recherchefjorden är uppkallad efter korvetten La Recherche, som användes av en fransk expedition till Skandinavien och Spetsbergen 1838–1840.